# Ди-Кар (мухафаза)
Ди-Кар (араб. ذي قار‎) — мухафаза (провинция) Ирака. Территория 12 900 км² с населением на 2011 год 1 836 200 человек. Административный центр — город Эн-Насирия. На его территории существуют древние шумерские памятники: руины Ура, Эриду, Лагаша и Нгирсу. До 1976 вилайят Мунтафик.

## Округа
- Аль-Чибайиш
- Насирия
- Эр-Рафаи
- Эш-Шатра
- Сук-аль-Шуюк